# Denga

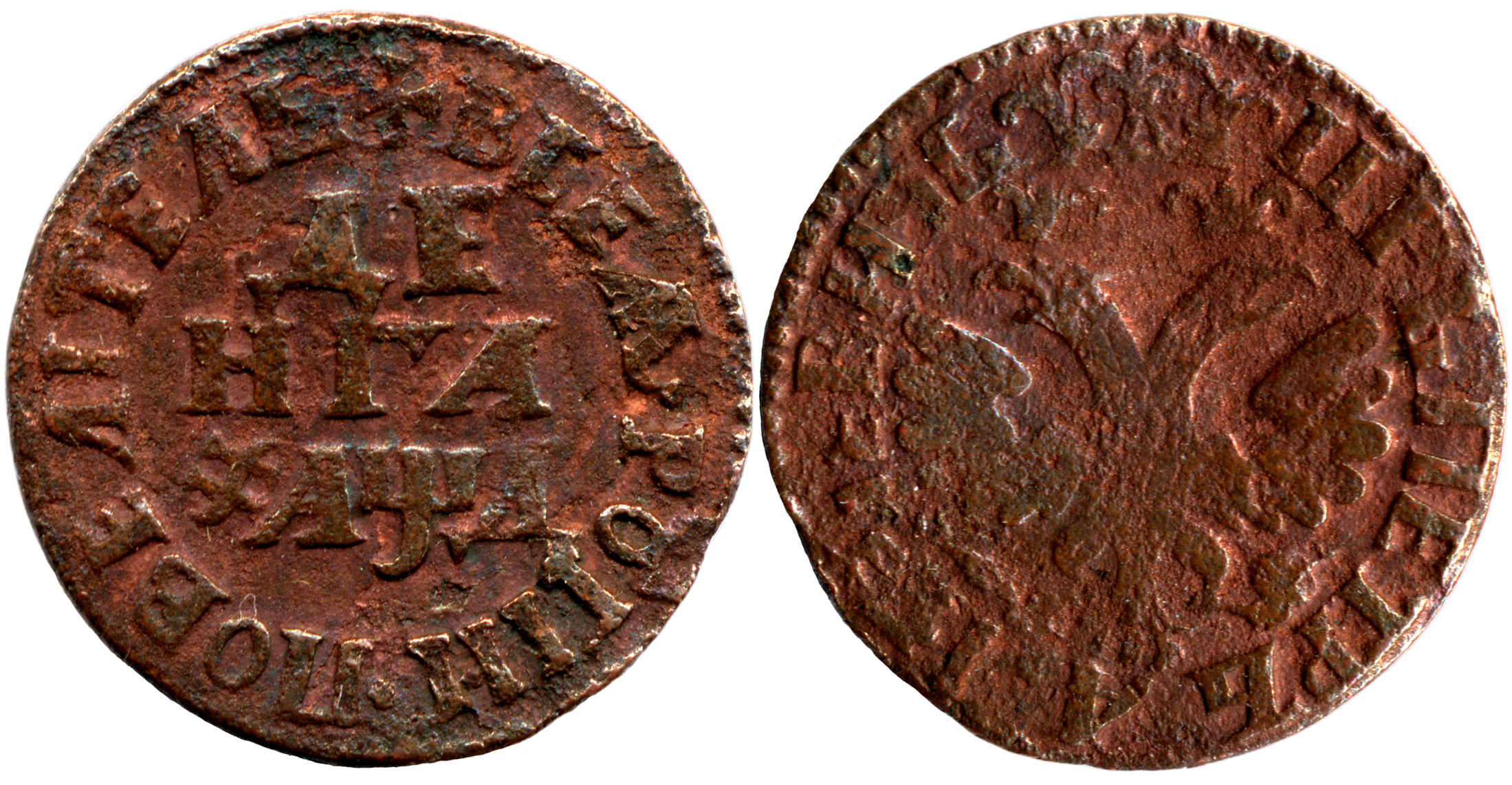
En koppardenga präglad 1704.

Denga (ryska деньга, plural dengi, av turkiska täŋkä - pengar), även denesjka, var ryska silver-, koppar-  respektive bronsmynt.
Förr användes denga som beteckning i Ryssland dels på silvermynt i allmänhet, dels på ett silvermynt av valören 1/2 kopek. Silverdengi präglades första gången enligt en ukas av år 1535; 520 stycken dengi skulle gå på 2 1/2 rubel. Myntningen av silverdengi fortsatte till slutet av 1600-talet, men inga årtal sattes ut på dem, och därefter slogs sådana mynt i koppar, med årtalen 1700-1718, 1730-1760, 1764-1797, 1802-1825 och 1827-1854. Från 1867 präglades brons-dengi, med valören 1/2 kopek.